# FC KooTeePee
Il FC KooTeePee, noto anche come KooTeePee, è stata una società calcistica finlandese con sede a Kotka. Fondata nel 2000, dal 2003 al 2008 ha disputato sei stagioni consecutive in Veikkausliiga, massima serie del campionato finlandese di calcio. Nel 2013 si è fuso con il KTP, cedendo il posto in Ykkönen.

## Storia
Il club fu inizialmente fondato nel 1999 come squadra riserva del Kotkan Työväen Palloilijat (KTP), società fondata nel 1927 e vincitrice di due campionati finlandesi (1951 e 1952) e di quattro coppe di Finlandia (1958, 1961, 1967, 1980). Quando, nel 2000 il Kotkan Työväen Palloilijat fu dichiarato fallito per bancarotta e fu costretto a ripartire dalle categorie inferiori, il KooTeePee si staccò dalla società, diventando così un club indipendente.
Nel 2001, alla sua prima stagione, il KooTeePee vinse il suo girone di Kakkonen, terzo livello del campionato finlandese di calcio, venendo così promosso in Ykkönen. Nel 2002 vinse il suo girone di Ykkönen e partecipò al girone finale composto da quattro squadre di Veikkausliiga e da quattro squadre di Ykkönen: concluse al sesto posto, guadagnando la promozione in Veikkausliiga. Nel 2003 la prima stagione in massima serie si concluse con il tredicesimo e penultimo posto, che portò il KooTeePee a disputare lo spareggio salvezza con il RoPS, secondo classificato in Ykkönen: lo spareggio vide il RoPS prevalere e il KooTeePee retrocedere in Ykkönen. Nel marzo 2004 arrivò la mancata iscrizione dello Jokerit alla Veikkausliiga e la licenza di partecipazione alla Veikkausliiga 2004 fu assegnata al KooTeePee. La stagione fu conclusa con il nono posto dopo aver disputato la prima metà del campionato nelle parti alte della classifica. Nella stagione 2005 il KooTeePee raggiunse la sua miglior prestazione, terminando il campionato all'ottavo posto. Nel 2006 il KooTeePee riuscì a conquistare la permanenza in massima serie grazie a una buona seconda parte di stagione, che gli permise di raggiungere l'undicesimo posto in classifica. Nello stesso anno il KooTeePee raggiunse la finale di Liigacup, perdendo per 2-1 dal KuPS. Anche nel 2007 il KooTeePee riuscì a salvarsi, ma nel 2008 concluse all'ultimo posto in classifica con soli 8 punti conquistati in 26 giornate di campionato e vincendo una sola partita, retrocedendo in Ykkönen.
Nelle cinque stagioni successive il KooTeePee mantenne il posto in Ykkönen. Al termine della stagione 2013, dopo aver concluso il campionato di Ykkönen al terzo posto, si fuse con il Kotkan Työväen Palloilijat, che cambiò denominazione in FC KTP e prese il posto del KooTeePee in seconda serie.

## Palmarès

### Competizioni nazionali
- Kakkonen: 1

2001

### Altri piazzamenti
- Suomen Cup:

Semifinalista: 2003
- Liigacup:

Finalista: 2006
- Ykkönen:

Terzo posto: 2013